# Platytrigona hobbyi
Platytrigona hobbyi là một loài Hymenoptera trong họ Apidae. Loài này được Schwarz mô tả khoa học năm 1937.